# Calocoris alpestris

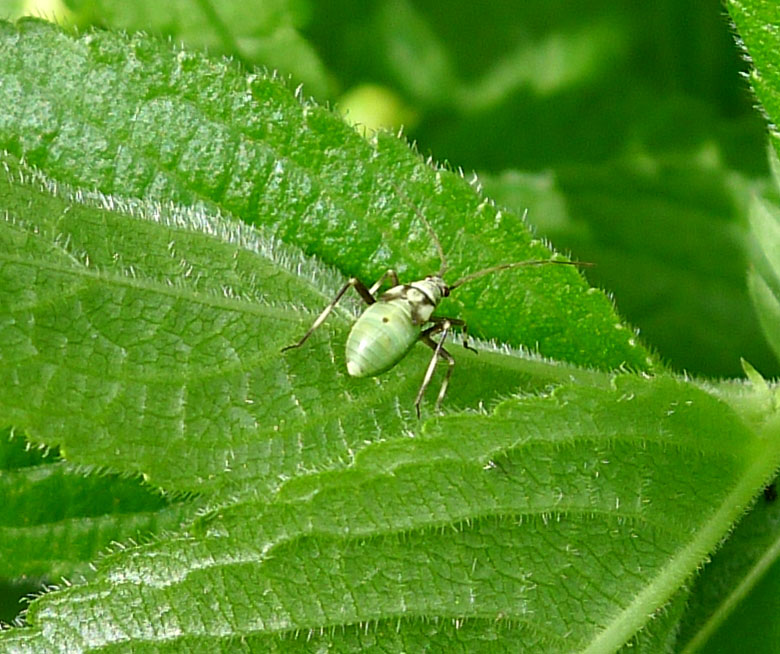
Calocoris alpestris, Nymphe

Calocoris alpestris, auch Almen-Schmuckwanze oder Alpen-Schmuckwanze genannt, ist eine Wanzenart aus der Familie der Weichwanzen (Miridae).

## Merkmale
Die Wanzen werden 9,2 bis 11,1 Millimeter lang. Sie sind wie viele andere Weichwanzen komplett grün gefärbt, sind jedoch auf Grund ihrer Größe und ihrer langgestreckten Körperform gut erkennbar. Ihr erstes Fühlerglied ist sehr lang und länger als der Kopf breit ist. Die Basis des Schildchen (Scutellum) ist bei manchen Individuen fein dunkel gezeichnet, wie es auch ein feiner dünner Kragen hinter dem Kopf ist.

## Vorkommen und Lebensraum
Die Art ist in Europa verbreitet. Die nördliche Verbreitungsgrenze verläuft über die Britischen Inseln und Skandinavien, im Süden südlich einer kleinen Verbreitungslücke in den Mittelgebirgen Mittel- und Osteuropas einschließlich der Alpen bis zu den Karpaten. In Deutschland ist sie in den Alpen und nur inselartig in allen Regionen der Mittelgebirge bis zum Nordrand des Hügellandes verbreitet. Sie ist hier nicht häufig. In Österreich fehlt sie im pannonischen Teil und ist in den Alpen bis etwa 2000 Meter Seehöhe nachgewiesen.
Besiedelt werden mikroklimatisch feuchtere, teilweise beschattete Bereiche vor allem in Hochstaudenfluren.

## Lebensweise
Die Wanzen leben polyphag an verschiedenen Pflanzenarten. Ebenso wie Calocoris affinis treten sie schon früh im Jahr auf. Die adulten Wanzen treten teilweise bereits ab Ende Mai neben den Nymphen auf. Im Juli und August kann man nur mehr vereinzelt Weibchen beobachten.

## Belege